# 迦留陀夷
迦留陀夷（かるだい、名前表記に関しては後述）は、釈迦の弟子の一人である。
仏典には多く似た名前の人が登場し同一人物、あるいはそれぞれ別人と見るなど差異があり一定しない（後述）。北伝の大乗仏教では、悪事を働いた六群比丘の一人であるラールダーイ（Lāludāyī）と同一視され混同されている事が多い。

## 名前
- サンスクリット語：Kālodāyī（カーローダーイー） / Kāludāyī（カールダーイー）
- パーリ語：Kāludāyī（カールダーイー）
- 他の音写：迦楼陀夷など
  - 音略：迦慮、優陀夷、優陀耶、憂陀耶、烏那曳嚢など多数
- 漢訳（意訳含む）：黒光、黒曜、黒上、出現、時起など

Udāyīは彼の本名であるが、肌が黒かったが故にKāludāyī（黒光、黒曜と訳す）と呼ばれた。『有部破僧事』2によると、その肌が黒いのは、路上で毒蛇を切り、その毒気に当てられて、その身が黒色に変化した、といわれる。

## 三人のウダーイー
Udaayiiの名前は仏典に非常に多く登場し、それぞれ同一人物と見る向きや、また反対に別人とする説などが混沌として存在し一定しない。これらの元となっている『テーラガーター』（以下、『長老の詩』）684-704偈の註釈によると、
1. Kāludāyī（カールダーイー）、
2. Mahā-Udāyī（マハー・ウダーイー）
3. Udāyī（ウダーイー）

この三人がいるとする。「長老の詩」684-704の偈ではUdāyīを第3のただのUdāyīとし、しばしば問題を起して仏より叱責を受けたとして、経律に多く出てくるUdāyīをLāludāyīとする。しかしスリランカ所伝の『Manorathapurani』（以下Mano）では、「長老の詩」のUdāyīを、四無礙解を得たKāludāyīとする。したがって「長老の詩」註とは一致しないなど、人物の認定が一致しない。
これを、出身や来歴、伝記上から3人のUdāyīを分類すると、
1. 釈迦仏と同日に生まれ、クシャトリア出身で、かつて仏が太子の朋友で、仏が成道中に、使者をして仏を故郷カピラ城に迎えたUdāyī。「長老の詩」などはKāludāyīと同一人物と見る。
2. カピラ城のバラモン種にして、仏が成道後に帰城した後に出家したUdāyī。「長老の詩」では単にUdāyīとし、Manoでは彼をKāludāyīとする。（優陀夷の項を参照。）
3. よく問題を起していたUdāyīは、パーリ語系の註釈書ではLāludāyīと呼ばれている。ただし四分律や十誦律等多くの漢訳仏典で、愚悪にして常に問題を起すウダーイを迦留陀夷とする。（ラールダーイの項を参照。）

したがって、これらの同名のUdāyīを同一人物とみるより、それぞれ別人と見る方が相応しく、本項の迦留陀夷については、仏がかつて太子時の朋友であったUdāyīについて主に記すこととする。

## 来歴・人物
カピラ城の人でクシャトリア出身（バラモン出身説もある）。釈迦と同じ日に生まれた。太子（釈迦）の誕生と共に500人の大臣に生まれし500人の男子の一人。
彼は辞を尽くして享楽を好んでいたという。浄飯王は彼に納妃を勧めたこともある。因果経2では、バラモンの子Udāyīに召して太子の四門遊観に伴う。後に太子が出家し成道して仏となったが、浄飯王の命により車匿と共に、仏を迎えに行きそこでまず仏弟子となり、後に帰城の許しを得たという。
釈迦仏の時に初めて功徳を植えて、今生に仏の親類として生まれ、後に出家し四無礙解を得た。仏は彼を弟子中の（家族に信頼せられる）第一の者となし給う。また、仏に侍従して托鉢し、共に林に入り書座する。夕暮れになり禅定より立って仏の御許に至り、「世尊、我においてなし給うことが多かった。非時の食を禁じよ、衣食を断てよ、非時に村に入るな等と命じられたのを聞いてかつては不快に思ったが、世尊の威神妙徳にして敬重するがゆえに命に遵い、心身快楽にしてついに進むを得たり」と申し上げると、仏はこれを賞賛され、法を説いたという。ダンマパダによると、彼は鹿子母講堂にて入寂したが、波斯匿王が彼を詣でんとして来ると、その時に月が昇り、その月光と王の光と、仏の光とKāludāyīの光が相競って輝いたとされる。

## 所伝
なお、「十誦律」には、もと六群比丘の一人として非行をした者として迦留陀夷の名を挙げて、次のように説かれる。
彼は非行が多かったが後に悔悟してよく修行して証果を得て、かつてシュラーヴァスティー（舎衛城）で、諸家を汚辱したことを反省し、還ってこれらを清浄ならしめんと欲して、999家を済度した。しかしてついに残りの1家を済度して1000家に満じた。しかし彼はこの家により殺害されたと伝える。詳細は次の通りである。
その家はバラモンであったが、彼が済度して夫婦から供養を受け、その夫婦も「我等が亡くなった後も同じように供養しなさい」と子供に教え、子もそれを約束した。しかし、その妻はある時、賊主が若く端正だったのを見て姦通した。迦留陀夷がその家に赴き、たまたま淫欲・破戒を呵責して離欲・持戒を讃嘆する説法をすると、その婦人は彼が夫にも同じ事を説き密通が発覚すると疑い、賊と謀り、一日病に託して彼を請い、賊は彼が日没後に糞の集積所へ向かったのを伺うと、ついに彼を殺しその頭を糞中に埋めた。
釈迦仏はこれを知って諸比丘を率いて糞の集積所に赴き、彼の屍を城外に運び出し火葬した。コーサラ国の波斯匿王もこれを知って、そのバラモン家を滅して七世に及んだといわれる。